# Benji: Music from the Original Soundtrack
Benji: Music from the Original Soundtrack es la banda sonora de la película de 1974 del mismo nombre, protagonizada por el actor canino estadounidense Higgins. Fue lanzado en junio de 1974 a través de Epic Records. La banda sonora incluye composiciones de la pareja de compositores estadounidenses Euel y Betty Box.

## Antecedentes
El tema musical de la película, «I Feel Love», fue interpretado por el cantante de country Charlie Rich. El compositor Euel Box dijo que el tema musical no es una canción country, “pero buscamos a Charlie porque tiene un estilo vocal fantástico y es increíblemente versátil. Canta las canciones ‘de hoy’ además de ‘country’. Y un hecho desconocido sobre Charlie es que es un excelente músico de jazz”.
E. Box grabó la pista rítmica de la canción en los populares Muscle Shoals Sound Studios en Alabama. Rich se grabó en Memphis y la música adicional para la película se grabó en Hollywood.
El director Joe Camp dijo: “Estamos fuera de nosotros con entusiasmo porque Charlie Rich canta nuestro tema. No solo es un talento sobresaliente, es una persona increíblemente agradable que comparte y ejemplifica los objetivos y filosofías que estamos buscando en Mulberry Square... y él hizo un trabajo dinamitoso con el tema de Benji—«I Feel Love»”.

## Recepción de la crítica
Un escritor no especificado de la revista Cash Box declaró: “La banda sonora de esta excelente película familiar de Joe Camp se destaca por la interpretación de Charlie Rich de «Benji's Theme – I Feel Love», por la que recibe los elogios tanto de Camp como del compositor, arreglista y director de orquesta Eurel Box. La música de la película tiene la cualidad de poder sostenerse por sí misma–un homenaje a cualquier banda sonora. La precisión con la que trabaja la orquesta de Box se suma al encantador escenario musical y el resultado es un verdadero placer familiar”.

## Galardones
| Año  | Premio               | Categoría              | Destinatario                  | Resultado | Ref.  |
| ---- | -------------------- | ---------------------- | ----------------------------- | --------- | ----- |
| 1974 | Premios Globo de Oro | Mejor Canción Original | «Benji's Theme (I Feel Love)» | Ganador   | [ 3 ] |
| 1974 | Premios Óscar        | Mejor Canción Original | «Benji's Theme (I Feel Love)» | Nominado  | [ 4 ] |

## Lista de canciones
Todas las letras escritas por Betty Box, toda la música compuesta por Euel Box. 
| Lado uno |                                                             |          |  |
| N.º      | Título                                                      | Duración |  |
| 1.       | «Benji's Theme – I Feel Love» (feat. Charlie Rich)          | 3:19     |  |
| 2.       | «Park Montage / Benji's Theme – I Feel Love» (instrumental) | 2:53     |  |
| 3.       | «Pudding Cup / Officer Tuttle and Bill»                     | 2:44     |  |
| 4.       | «Cindy and Benji»                                           | 1:13     |  |
| 5.       | «Encounter with Cat»                                        | 2:20     |  |
| 6.       | «Benji's Second Run»                                        | 2:32     |  |
| 7.       | «Benji's Theme – I Feel Love» (rhythm track)                | 0:45     |  |

| Lado dos |                                                             |          |  |
| N.º      | Título                                                      | Duración |  |
| 1.       | «Benji – All Alone»                                         | 2:30     |  |
| 2.       | «Trucking with Officer Tuttle and Bill»                     | 1:10     |  |
| 3.       | «Benji's Run with Group / The Catch»                        | 1:50     |  |
| 4.       | «Flashback Run / Benji's Theme – I Feel Love»               | 2:40     |  |
| 5.       | «Benji and Big Dog»                                         | 3:00     |  |
| 6.       | «Home Free»                                                 | 1:32     |  |
| 7.       | «Closing: Benji's Theme – I Feel Love» (feat. Charlie Rich) | 1:22     |  |

## Créditos y personal
Créditos adaptados desde las notas de álbum de Benji.
- Euel Box – compositor, arreglos, conductor
- Betty Box – letrista
- Charlie Rich – voz principal en «Benji's Theme – I Feel Love»
- Jerry Masters – ingeniero de audio en «Benji's Theme – I Feel Love»
- Jerry Barnes – ingeniero de audio en «Park Montage», «Pudding Cup», «Cindy and Benji», «Benji – All Alone», «Benji's Run with Group / The Catch», «Flashback Run» y «Home Free»
- Robert Appère – ingeniero de audio en «Officer Tuttle and Bill», «Encounter with Cat», «Benji's Second Run», «Trucking with Officer Tuttle and Bill» y «Benji and Big Dog»
- Harland Wright – diseño de portada